# Rosa Rakotozafy
Lalanirina Rosa Rakotozafy  (née le 12 novembre 1977) est une athlète malgache, spécialiste du 100 mètres haies.

## Biographie
Elle remporte la médaille d'or du 100 m haies lors des championnats d'Afrique 2002 et conserve son titre lors de l'édition suivante, en 2004. Elle obtient par ailleurs la médaille d'argent en 2000.
Elle a représenté l'Afrique lors de la Coupe du Monde en athlétisme en Espagne sur 100 m haies et classée 4e de sa course.
Elle a participé à plusieurs compétitions d'envergure nationale, continentale et mondiale.
Elle a également pris part aux différents Meeting International d'Athletisme et Grand Prix.
Son record personnel, établi le 31 juillet 1999 à Niort, est de 12 s 84.

### Palmarès
| Date | Compétition             | Lieu         | Résultat | Épreuve     | Performance |
| ---- | ----------------------- | ------------ | -------- | ----------- | ----------- |
| 1998 | Championnats d'Afrique  | Dakar        | 2e       | 4 x 100 m   | 43 s 78     |
| 1999 | Jeux africains          | Johannesburg | 4e       | 100 m haies | 13 s 19     |
| 1999 | Jeux africains          | Johannesburg | 2e       | 4 x 100 m   | 43 s 98     |
| 2000 | Championnats d'Afrique  | Alger        | 2e       | 100 m haies | 13 s 21     |
| 2001 | Jeux de la Francophonie | Ottawa       | 5e       | 100 m haies | 13 s 10     |
| 2002 | Championnats d'Afrique  | Radès        | 1re      | 100 m haies | 13 s 13 (w) |
| 2004 | Championnats d'Afrique  | Brazzaville  | 1re      | 100 m haies | 13 s 73     |
| 2011 | Jeux africains          | Maputo       | 3e       | 100 m haies | 13 s 55     |
| 2012 | Championnats d'Afrique  | Porto Novo   | 5e       | 100 m haies | 13 s 70     |

### Records
| Épreuve     | Performance | Lieu  | Date            |
| ----------- | ----------- | ----- | --------------- |
| 100 m haies | 12 s 84     | Niort | 31 juillet 1999 |

## Engagement dans le développement de la vie sportive à Madagascar[1]
En tant que directrice générale des sports à Madagascar, Rosa Rakotozafy joue un rôle clé dans le développement de la vie sportive dans le pays. Forte de son expérience de sportive de haut niveau, elle est régulièrement sollicitée pour apporter son expertise dans divers projets visant à améliorer les performances et l'organisation du secteur sportif à Madagascar. Parmi ses contributions notables, elle collabore avec le Dr. Fabrice Lollia pour améliorer les compétences des dirigeants à travers l'application de la psychologie sportive. Ensemble, ils travaillent à promouvoir une approche intégrée du leadership, empruntée aux principes de la psychologie du sport, afin d'optimiser les performances des dirigeants.